# アナルコサンディカリスム

アナルコ・サンディカリストの旗

アナルコ・サンディカリスム （英語: anarcho-syndicalism）あるいは無政府組合主義（むせいふくみあいしゅぎ）は、社会主義の一派であり、労働組合運動を重視する無政府主義のこと。アナルコは無政府主義、サンディカは労働組合のことである。アナルコ・サンディカリスムという名称はサム・マイアウェリングによって始められた。
議会を通じた改革などの政治運動には否定的で、労働組合を原動力とする直接行動（ゼネラル・ストライキなどいわゆる『院外闘争』）で社会革命を果たし、労働組合が生産と分配を行う社会を目指した。労働組合至上主義。
19世紀末にフランスで労働組合を拠点とした革命を主張する革命的サンディカリスムが興った。20世紀に入ってアナキズムと合流し、アナルコ・サンディカリスムとなり、フランス・スペインなどで盛んになった。
日本でアナルコ・サンディカリスムの影響を受けた思想家には大杉栄がいるが、大杉の虐殺後、マルクス主義が左翼運動の主流になり、アナキズムは反サンディカリスムの純正アナキズム(八太舟三)が主流となる。